# (32772) 1986 JL
1986 JL (asteroide 32772) é um asteroide da cintura principal. Possui uma excentricidade de 0.09672190 e uma inclinação de 25.54574º.
Este asteroide foi descoberto no dia 11 de maio de 1986 por Christian Pollas em Caussols.